# Ian Hamilton (écrivain canadien)
Pour les articles homonymes, voir Hamilton et Ian Hamilton.
Ian Hamilton, né le 24 mai 1946 à Chirk (Wrexham) au pays de Galles, est un journaliste et un écrivain canadien, auteur de roman policier. Il a été diplomate et homme d'affaires.

## Biographie
Comme journaliste, il travaille pour le périodique Maclean's, le magazine Boston et les quotidiens Regina Leader-Post, The Calgary Albertan et The Calgary Herald au cours de sa carrière. Il a également travaillé pour différentes organisations gouvernementales au Canada.
En 2011, il publie son premier roman The Water Rat of Wanchai avec lequel il est lauréat du prix Arthur-Ellis 2012 du meilleur premier roman. C'est le premier volume d'une série mettant en scène Ava Lee, une jeune juricomptable sino-canadienne lesbienne spécialisée dans les dettes importantes qui travaille pour un dénommé Oncle basé à Hong Kong. 
En 1970, il publie un livre traitant d'une page importante de l'histoire du Canada: The Children's Crusade. Il s'agit d'un livre historique traitant d'une période cruciale du mouvement hippie au Canada, soit la participation des jeunes de la contreculure canadienne à la Compagnie des jeunes canadiens, laquelle y est fidèlement documentée. 

## Œuvre

### Romans

#### SérieAva Lee
- L'évadé de Wan Chai (10-18, 2013) 1ère édition en anglais : The Water Rat of Wanchai (2011) (autre titre The Deadly Touch Of The Tigress)
- Le Disciple de Las Vegas (10-18, 2013) 1ère édition en anglais :  Disciple of Las Vegas (2011) (autre titre The Fiery Gaze of the Tigress)
- Les Bêtes sauvages de Wuhan (10-18, 2012) 1ère édition en anglais : The Wild Beasts of Wuhan (2012)
- The Red Pole of Macau (2012)
- The Scottish Banker of Surabaya (2013)
- The Two Sisters of Borneo (2014)
- The King of Shanghai (2014)
- The Princeling of Nanjing (2016)
- The Couturier of Milan (2017)
- The Mountain Master of Sha Tin (2019)
- The Diamond Queen of Singapore (2020)
- The Sultan of Sarawak (2022)

#### SérieUncle Chow Tung
- Fate: The Lost Decades of Uncle Chow Tung (2019)
- Foresight (2020)
- Fortune (2021)

#### Autre roman
- Bonnie Jack (2021)

### Autre ouvrage
- The Children's Crusade

## Prix et nominations

### Prix
- Prix Arthur-Ellis 2012 du meilleur premier roman pour The Water Rat of Wanchai[1]

### Nominations
- Prix Barry  2014 du meilleur livre de poche pour Disciple of Las Vegas[2]
- Prix Barry 2015 du meilleur thriller pour The Water Rat of Wanchai[2]
- Prix Barry 2020 du meilleur livre de poche pour Fate: The Lost Decades of Uncle Chow Tung[2]